# Bretaň (region)
Bretaň je jeden z 13 metropolitních regionů Metropolitní Francie. Správním střediskem a nejlidnatějším městem regionu je město Rennes. Na severu sousedí s Lamanšským průlivem, na západě s Keltským mořem a na jihu s Biskajským zálivem. Kromě toho sousedí s francouzskými regiony Normandie a Pays de la Loire. Kromě Korsiky je jediným francouzským regionem, jehož všechny departementy mají přístup k moři.
Na rozdíl od historicko-geografického Bretaňského regionu není součástí bretaňského metropolitního regionu departement Loire-Atlantique (o jeho připojení k regionu Bretaň se však dlouhodobě debatuje). Bretaň je druhým nejmenším francouzským regionem z hlediska rozlohy. V roce 2022 v regionu žilo 3 422 845 obyvatel.

## Departementy
- Côtes-d'Armor
- Finistère
- Ille-et-Vilaine
- Morbihan